# Tyson Clabo
Tyson Clabo (Knoxville, 17 ottobre 1981) è un giocatore di football americano statunitense che gioca nel ruolo di offensive tackle per gli Houston Texans della National Football League. Al college giocò a football alla Wake Forest University.

## Carriera professionistica
Clabo non fu scelto nel Draft NFL 2004 e passò le sue prime due stagioni con Denver Broncos, New York Giants e San Diego Chargers senza mai scendere in campo. Nel 2005 passò agli Atlanta Falcons con cui si impose come titolare, disputando 101 partite fino al 2012 e venendo convocato per il Pro Bowl nella stagione 2010. Il 4 aprile 2013 fu svincolato dai Falcons e un mese dopo passò ai Miami Dolphins, trascorrendovi una stagione. Il 23 luglio 2014 firmò con gli Houston Texans.

## Palmarès
- Pro Bowl (2010)

## Statistiche
| Partite totali             | 116 |
| Partite totali da titolare | 116 |

Statistiche aggiornate alla stagione 2013